# Janusz Miketta
Janusz Witold Miketta (ur. 11 maja 1890 w Radziwiłłowie, zm. 14 lutego 1954 w Krakowie) – polski muzykolog i pedagog i organizator życia muzycznego. 

## Życiorys
Studiował filozofię na Uniwersytecie Warszawskim. Studia muzyczne odbył w Instytucie Muzycznym w Warszawie (1907–1911) oraz w Lipsku i Wyższej Szkole Muzycznej im. F. Chopina w Warszawie. Był dyrektorem Szkoły Muzycznej w Warszawie, a od 1919 Szkoły Muzycznej im. S. Moniuszki w Lublinie. W latach 1919–1923 był dyrektorem Lubelskiego Towarzystwa Muzycznego. W 1924 objął stanowisko wykładowcy Wyższej Szkoły Muzycznej im. F. Chopina w Warszawie. W latach 1926–1931 był referentem muzycznym w Ministerstwie Wyznań Religijnych i Oświecenia Publicznego, a od 1931 sekretarzem Towarzystwa Krajoznawczego w Warszawie i Stanisławowie.
W latach 1939–1941 był nauczycielem w radzieckiej Średniej Szkole Muzycznej w Stanisławowie. Nauczał również w wieczorowej Szkole Muzycznej dla robotników.
W latach 1945–1948 pełnił funkcję Naczelnika Wydziału Szkolnictwa Muzycznego w Departamencie Muzyki Ministerstwa Kultury i Sztuki. Następnie był profesorem w Państwowej Wyższej Szkole Muzycznej w Krakowie (obecnie Akademia Muzyczna im. Krzysztofa Pendereckiego w Krakowie). W muzykologii zajmował się analizą dzieł Chopina, m.in. formułując tezy o powtarzających się w nich motywach. Do obrońców tych koncepcji należy Mieczysław Tomaszewski.
Zmarł w Krakowie, pochowany na cmentarzu Rakowickim (kwatera N-1-30).

## Ordery i odznaczenia
- Srebrny Krzyż Zasługi (dwukrotnie: po raz drugi 22 lipca 1952[3])